# Wolfgang Kubasta
Wolfgang Kubasta, geboren 1948, ist ein österreichischer Schriftsteller und Kolumnist. Viele seiner publizistischen Arbeiten sind so konstruiert, dass sie von seinem Alter Ego Matscho in der Ich-Form erzählt werden. 
In seiner Eigendarstellung bezeichnet er sich als Piaristenschüler, Sängerknabe, Rockmusiker, Dr.phil. (Publizisitik), Zivildiener, Österr. Schachmeister, Werbefachmann, Kolumnist, Buch- und Kabarettautor, Ottakringer.
Der Autor war hauptberuflich in der Werbebranche tätig, unter anderem als Kreativdirektor, und lebt in Wien-Ottakring.

## Ausbildung
Nach einem Besuch des Piaristengymnasiums absolvierte er an der Universität Wien das Studium der Publizistik und schloss dieses im Jahr 1972 mit Promotion zum Dr. phil. ab.

## Schaffen
Im Vordergrund seines Schaffens steht das Geschlechterverhältnis. Insbesondere berichtet Matscho häufig aus heiterem Blickwinkel über die von ihm so empfundenen Nachteile für Männer durch die Emanzipation von Frauen. Ein Schwerpunkt liegt auf der Situation in Wien.
Kubasta wurde einer breiten Öffentlichkeit durch eine Matscho-Kolumne im VOR-Magazin bekannt, das jahrelang kostenlos in Verkehrsmitteln der Wiener Verkehrsbetriebe bzw. der Wiener Linien aushing. Aufgrund des großen Zuspruchs in der Leserinnengemeinde entstanden in Folge einige Bücher – wiederum über und von Matscho.
Für das Kabarett-Ensemble Hosenträger Unltd., bestehend aus Axel Klingenberg, Dieter Moor, Rolf Schwab und Jörg Stelling, schrieb Kubasta Texte. Auch hier wurden maßgeblich Geschlechterfragen aus männlicher Sicht behandelt.

## Sport
Kubasta ist Schachsportler. Laut internationalem Schachverband FIDE nimmt er auf der Weltrangliste den Platz 13646 ein (Angabe Herbst 2021). In der umfangreichen Zusammenstellung Österreichische Schachgeschichte. Österreich  unter der Enns findet er mehrfach Erwähnung.
Für Schachzeitschriften steuerte Kubasta auch Anekdoten aus dem Schachsport bei.

## Ehrenamt
Bei der Verleihung des Concordia Preises 2017 des Presseclubs Concordia agierte Kubasta als Laudator für die Journalistin und Fotografin Nina Strasser.

## Politisches
Im Oktober 1999 warf die Junge ÖVP Kubasta in einer Aussendung vor, er hätte in einer Kolumne im VOR-Magazin Nazi-Verharmlosung betrieben. Dieser Vorwurf blieb folgenlos.

## Werke
- Wolfgang Kubasta (Autor), Andreas Slama (Illustrator). Matscho räumt auf. Echomedia. Wien. 2009. ISBN 978-3900689117
- Wolfgang Kubasta (Autor), Andreas Slama (Illustrator). Matscho – mir reicht's!: Die erschütternden Bekenntnisse eines gleichberechtigten Mannes. echomedia. Wien. 2007. ISBN  978-3901761652
- Wolfgang Kubasta. Matscho – das Letzte: Geschlechterkrampf und Familientragödien vom Feinsten. echomedia. Wien. 2003. ISBN 978-3901761232
- Wolfgang Kubasta. Matscho mag man eben: Neue heitere Tragödien aus dem Alltag eines gleichberechtigten Mannes. Echomedia. Wien. 2000. ISBN  978-3901761140
- Wolfgang Kubasta. Gleiches Recht für Matscho – die heiteren Tragödien aus dem Alltag eines gleichberechtigten Mannes. VOR-Magazin edition. Wien. 1997. ISBN 978-3901761027
- Wolfgang Kubasta. Das grosse Matscho-Buch. Erweiterte Ausgabe der alltäglichen Erlebnisse eines gleichberechtigten Mannes. VOR-Magazin. 1991. Wien.
- Wolfgang Kubasta. Zeitungspreisausschreiben oder die große Verführung des Lesers: eine Betrachtung von Preisausschreiben im Allgemeinen und Zeitungspreisausschreiben im Besonderen; nebst einer Untersuchung der von den Wiener Tageszeitungen "Express", "Kronen Zeitung", "Kurier" und "Neue Zeitung" in den Jahren 1969 und 1970 veranstalteten Preisausschreiben, Dissertation, Universität Wien, 1972